# Zsolt Érsek
Zsolt Érsek   (Budapest, 13 de juny de 1966) és un tirador d'esgrima hongarès, ja retirat, especialista en floret, guanyador d'una medalla olímpica.
El 1988 va prendre part en els Jocs Olímpics d'Estiu de Seül, on va disputar dues proves del programa d'esgrima. En la la prova del floret per equips guanyà la medalla de bronze, mentre en la del floret individual fou cinquè. Quatre anys més tard, als Jocs de Barcelona, va tornar a disputar dues proves del programa d'esgrima. En la prova del floret per equips fou quart, mentre en la del floret individual fou catorzè. El 1996, a Atlanta, disputà els sues tercers, i darrers, Jocs Olímpics. Fou cinquè en la prova del floret per equips i desè en la del floret individual.
En el seu palmarès també destaca una medalla de bronze en el Campionat del món d'esgrima de 1987, una medalla d'or i una de bronze en el Campionat d'Europa d'esgrima de 1991, i quatre medalles en les Universíades, dues d'or i dues de plata, entre el 1985 i 1989.